# Interferência russa na eleição presidencial nos Estados Unidos em 2016
A interferência russa na eleição presidencial nos Estados Unidos em 2016 refere-se a uma série de acusações de ingerência da Rússia na política doméstica dos Estados Unidos, especificamente no processo de escolha do chefe máximo deste país. A Comunidade de Inteligência dos Estados Unidos concluiu com grande confiança que o governo russo interferiu nas eleições presidenciais de 2016 nos Estados Unidos. Uma avaliação de janeiro de 2017 pelo Escritório do Diretor de Inteligência Nacional (ODNI) afirmou que a Rússia favoreceu o candidato presidencial Donald Trump em detrimento de Hillary Clinton e que o presidente russo Vladimir Putin pessoalmente ordenou uma "campanha de influência" para prejudicar as chances eleitorais de Clinton e "minar a fé do público no processo democrático dos Estados Unidos". A interferência foi orquestrada pela Agência de Pesquisa da Internet, no seu escritório em São Petersburgo, que criou milhares de contas falsas nas redes sociais para semear a discórdia e erodir a confiança dos americanos em seu processo eleitoral. Os trolls russos também espalharam desinformação e fake news, especialmente contra a candidata democrata Hillary Clinton.
Em 7 de outubro de 2016, o ODNI e o Departamento de Segurança Interna (DHS) declararam conjuntamente que os serviços de inteligência russos haviam pirateado as contas de e-mail do Comitê Nacional Democrata (DNC) e do presidente da campanha de Clinton, John Podesta, e encaminharam seus conteúdos para o WikiLeaks. Várias empresas de segurança cibernética declararam que os ataques foram cometidos por grupos de hackers Fancy Bear e Cozy Bear associados à inteligência russa. Em janeiro de 2017, o Diretor de Inteligência Nacional James Clapper testemunhou que a Rússia também se intrometeu nas eleições, divulgando notícias falsas promovidas nas mídias sociais.
Em outubro de 2016, o então presidente dos Estados Unidos, Barack Obama, alertou diretamente Putin devia parar de interferir ou enfrentaria "sérias consequências". As autoridades russas negaram repetidamente o envolvimento em qualquer hacker. Em dezembro de 2016, Obama ordenou um relatório sobre os esforços de hackeamento destinados às eleições estadunidenses desde 2008, enquanto os senadores dos Estados Unidos pediram por uma investigação bipartidária.  Em 29 de dezembro de 2016, os Estados Unidos expulsaram 35 diplomatas russos, negaram o acesso a dois compostos de propriedade da Rússia e ampliaram as sanções existentes para entidades e indivíduos russos. O presidente eleito Donald Trump inicialmente rejeitou os relatórios de inteligência, descartando alegações de interferência estrangeira e dizendo que os democratas estavam reagindo à perda eleitoral.
Em maio de 2017, a investigação foi tomada do FBI e passou a ser liderada pelo Departamento de Justiça dos Estados Unidos, que apontou Robert Mueller como Conselheiro Especial, até março de 2019, para concluir as investigações. Em um relatório de mais de 1 300 páginas, Mueller concluiu que a interferência russa foi "abrangente e sistemática" e que "violou as leis do país". Com resultado, cerca de vinte e seis cidadãos russos foram indiciados, junto com três organizações russas. A investigação também levou a acusações e condenações de funcionários da campanha de Trump e americanos associados, em questões separadas. O relatório de Mueller, feito público em abril de 2019, examinou evidências de que vários membros da campanha política de Donald Trump, de fato, se encontraram com oficiais do governo russo, mas concluiu que, embora Trump e sua campanha tenham apreciado as atividades russas e se beneficiaram delas diretamente, não havia provas suficientes para condena-los por corrupção ou conluiu.

## Investigações
Investigações sobre a influência russa sobre as eleições foram iniciadas por várias agências federais. O diretor do FBI, James Comey, testemunhou o Comitê de Inteligência da Câmara em março de 2017 que o FBI estava conduzindo uma investigação de contra-inteligência sobre a interferência russa desde julho de 2016, incluindo a possível coordenação entre associados de Trump e da Rússia. Além disso, o Comitê de Inteligência do Senado e o Comitê de Inteligência da Câmara criaram suas próprias investigações. As agências federais estão investigando possíveis elos e laços financeiros entre os associados do Kremlin e Trump, nomeadamente visando Paul Manafort, Carter Page e Roger Stone. Comey disse que, durante seu mandato, o FBI nunca investigou Trump pessoalmente.
Em 9 de maio de 2017, Trump demitiu Comey da liderança do FBI. Trump indicou que a demissão foi ligada, pelo menos em parte, à insatisfação com a história sobre ele e a interferência russa nas eleições. Em 17 de maio de 2017, o vice-procurador-geral Rod Rosenstein nomeou o ex-diretor do FBI Robert Mueller como advogado especial na investigação do FBI sobre a Rússia. Após a demissão de James Comey, o conselho especial iniciou uma investigação sobre se Trump tentou obstruir a Justiça buscando a clemência do assessor de segurança nacional Michael Flynn. Até junho de 2018, pelo menos onze associados ou oficiais ligados a Trump admitiram ter tido contatos com russos durante a campanha ou transição presidenciais. Entre fevereiro e julho do mesmo ano, 25 cidadãos russos foram indiciados por interferência ilegal durante a campanha de 2016, sendo doze deles acusados de hackear emails ligados a campanha democrata, oposta a Trump.
Em 24 de março de 2019, Robert Mueller, o Procurador Especial responsável pela investigação de interferência russa, entregou o seu relatório final com seus achados e pareceres. Segundo o procurador-geral William Barr, o relatório concluiu que o Presidente Trump não cometeu crimes de conluio ou obstrução de justiça, porém ainda não estava completamente exonerado.